# 于亚尔河
于亚尔河（法語：Huillard，法語發音：[ɥijaʁ]）是法国中央-盧瓦爾河谷大區卢瓦雷省的河流，是贝宗德河的右支流，长25.5千米，发源自沙特努瓦，于圣莫里斯叙费萨尔流入贝宗德河。